# Château de Monceau (Paris)
Ne doit pas être confondu avec Château de Monceau ou Château de Montceaux.
Pour les articles homonymes, voir Monceau.
Le château de Monceau, parfois écrit château de Montceaux, est un ancien château situé sur le village de Monceau, aujourd'hui dans le 17e arrondissement de Paris.

## Situation
Le château occupait, sensiblement, le quadrilatère formé par les rues de Lévis, de la Terrasse, de Tocqueville, Legendre dont l'entrée était située place de Lévis,.

## Description
Ce château fort médiéval comportait des tours, une salle de garde, un colombier, des pressoirs, une bergerie et une prison.

## Historique
Ce château, qui était au XIVe siècle une ferme fortifiée, appartenait aux seigneurs de Montceau, qui avaient droit de justice sur leurs terres, dont les plus notoires sont,, :
- 1318 : Hénaut (où Gilles) Le Mastin, bourgeois de Paris
- 1390 : Philippe de Sanction
- 1411 : Huguenin Harod (ou Huguelin Axrode), qui reçoit, le 7 septembre 1429, Jeanne d'Arc de retour du sacre de Charles VII à Reims. Après une nuit de repos, elle part, au matin, rejoindre ses troupes qui assiègent Paris. Elle est blessée par un carreau d'arbalète lors de l'attaque de la porte Saint-Honoré.
- 1432 : Jeanne Hézecques
- 1476 : Jean d'Aulnoy, dit Jehan aux Deux-Épées, qui fut maître d'hôtel de Louis XI[5]
- 1529 : Étienne Desfriches qui fait construire à l'angle des actuelles rues de la Terrasse et de Tocqueville une chapelle, consacrée en 1529, et qui fut utilisée par les habitants du village de Monceau jusqu'en 1828.
- 1569 : Jehan de Charron, valet de chambre de Charles IX et ses héritiers jusqu'en 1727 :
  - Jacques Charron sieur de Monceaux, valet de chambre ordinaire du roi[6],[7],[8],[9]
  - Charles Charron sieur de Monceaux, valet de chambre ordinaire du roi de 1640 à 1657 (fils du précédent)[10]

En 1728, il devint la propriété de la famille Potier de Gesvres, dont Bernard Potier, duc de Gesvres était gouverneur de Paris, capitaine des chasses de Monceaux avant passer aux mains du comte de Béthune, puis de son gendre le duc d'Estrée et en 1748 dans celles de la comtesse de Saujon,,.
En 1753, il appartient au fermier général Antoine Gaspard Grimod de La Reynière propriétaire d'un hôtel particulier situé rue de la Bonne-Morue qui appartint à sa mort à :
- son fils, Laurent Grimod de La Reynière,
- Alexandre Balthazar Laurent Grimod de La Reynière fils du précédent.

Celui-ci vendit la propriété à un pharmacien nommé Juvet, qui le vendit à Antoinette de La Reynière épouse de Joseph Guy de Lévis baron de Gandiez qui la céda au curé et à la fabrique du Roule.
Rachetée en 1830 par le notaire de Monceau, Élie Deguingand (1787-1867), la propriété, morcelée, disparut durant le Second Empire. Sur le terrain du château ont été ouverts progressivement, : 
- en 1840, la rue de Tocqueville
- en 1850, l'avenue de Neuilly, actuelle avenue de Villiers
- vers 1860, la rue Legendre
- en 1861, le boulevard Malesherbes
- en 1862, la place Malesherbes
- en 1866, la rue de Prony
- en 1876, la rue de Montchanin